# Gruppo del Glockner
Il Gruppo del Glockner (in tedesco Glocknergruppe) è un massiccio montuoso delle Alpi dei Tauri occidentali. Si trova in Austria (Tirolo, Salisburghese e Carinzia). Buona parte del gruppo è inserita nel Parco nazionale Alti Tauri.

## Classificazione

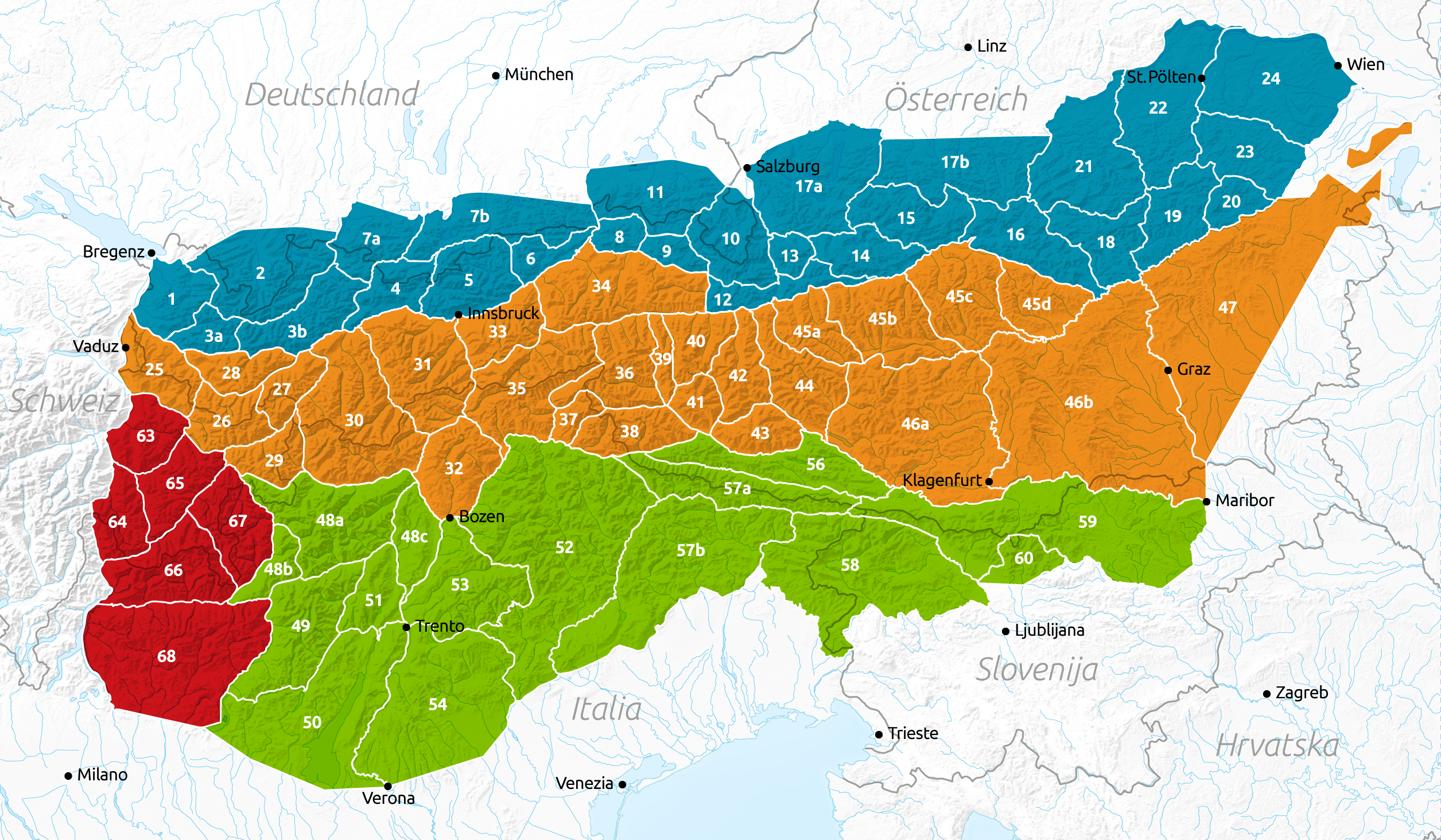
Il Gruppo del Glockner secondo l'AVE è individuato dal numero 40.

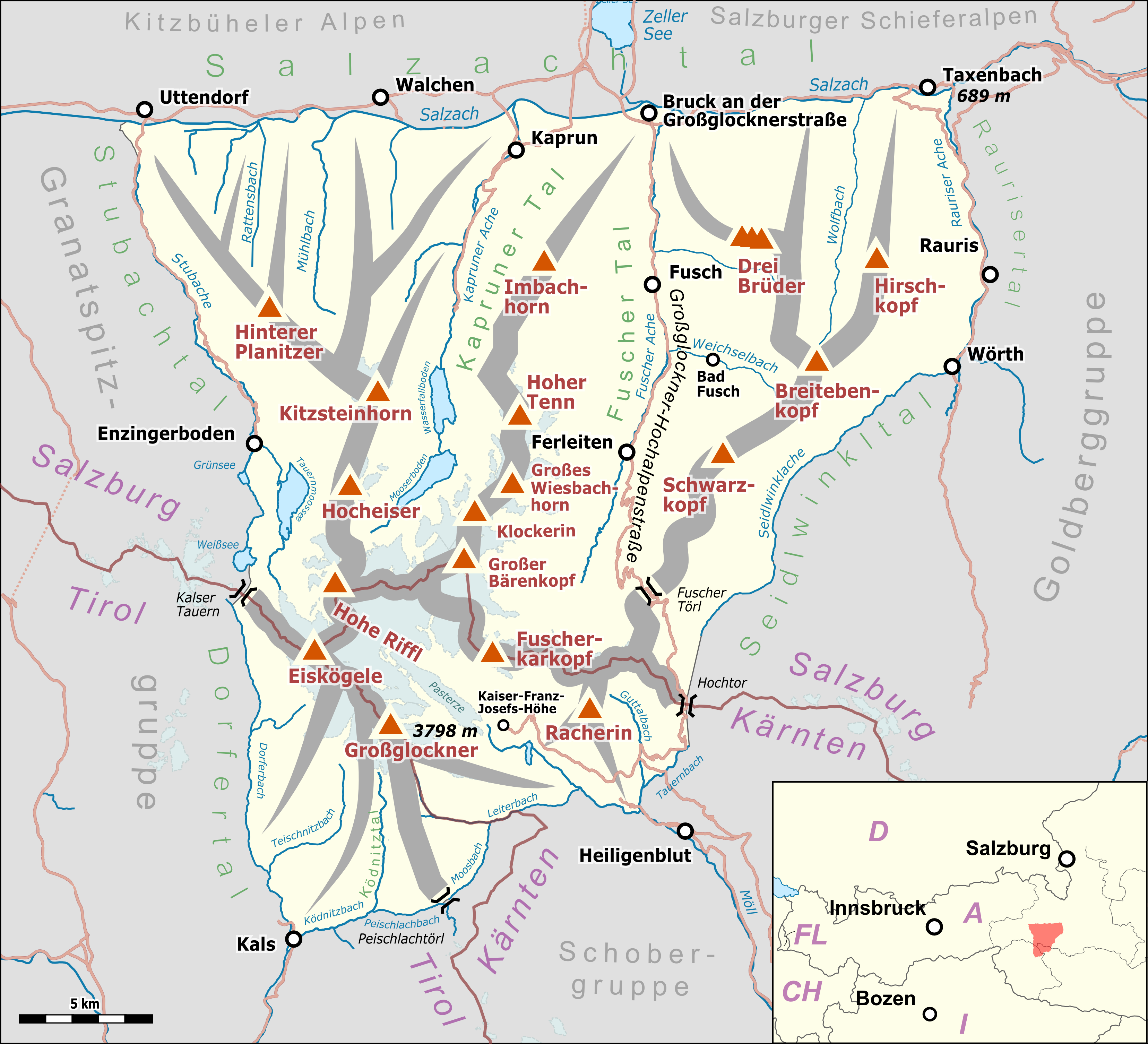
Cartina dettagliata del gruppo montuoso.

Secondo la SOIUSA il Gruppo del Glockner è un supergruppo alpino con la seguente classificazione:
- Grande Parte = Alpi Orientali
- Grande Settore = Alpi Centro-orientali
- Sezione = Alpi dei Tauri occidentali
- Sottosezione = Alti Tauri
- Supergruppo = Gruppo del Glockner
- Codice = II/A-17.II-C.

Secondo l'AVE costituisce il gruppo n. 40 di 75 nelle Alpi Orientali.

## Suddivisione
Secondo la SOIUSA il Gruppo del Glockner è suddiviso in tre gruppi e dodici sottogruppi:
- Catena principale del gruppo del Glockner (6)
  - Catena Eiskögele-Hoher Kasten (6.a)
  - Catena Bärenköpfe-Fuscherkarkopf (6.b)
    - Costiera Hohe Riffl-Bärenköpfe (6.b/a)
    - Costiera del Fuscherkarkopf (6.b/b)

  - Catena Spielmann-Racherin (6.c)
- Massiccio del Glockner i.s.a. (7)
  - Catena dello Schneewinkel (7.a)
  - Massiccio del Glockner p.d. (7.b)
  - Catena Gramul-Kreuzwandspitze (7.c)
  - Catena del Kalser Freiwandspitz (7.d)
  - Catena del Blaue köpfe (7.e)
  - Catena Kellersberg-Schwerteck (7.f)
- Parte settentrionale del gruppo del Glockner (8)
  - Catena del Kitzsteinhorn (8.a)
    - Costiera Hocheiser-Kitzstein (8.a/a)
    - Costiera Joggeser-Planitzer (8.a/b)
    - Rottenwand-Tristkogel (8.a/c)

  - Catena Wiesbachhörner-Kraffenbrachkopf (8.b)
    - Costiera Wiesbachhörner-Hoher Tenn (8.b/a)
    - Costiera Kraffenbrachkopf-Imbachhorn (8.b/b)

  - Catena Schwarzkopf-Hirschkopf-Drei Büder (8.c)
    - Costiera dello Schwarzkopf (8.c/a)
    - Costiera Breitebenkopf-Hirschkopf (8.c/b)
    - Costiera Kühkarl-Drei Büder (8.c/c)

## Vette

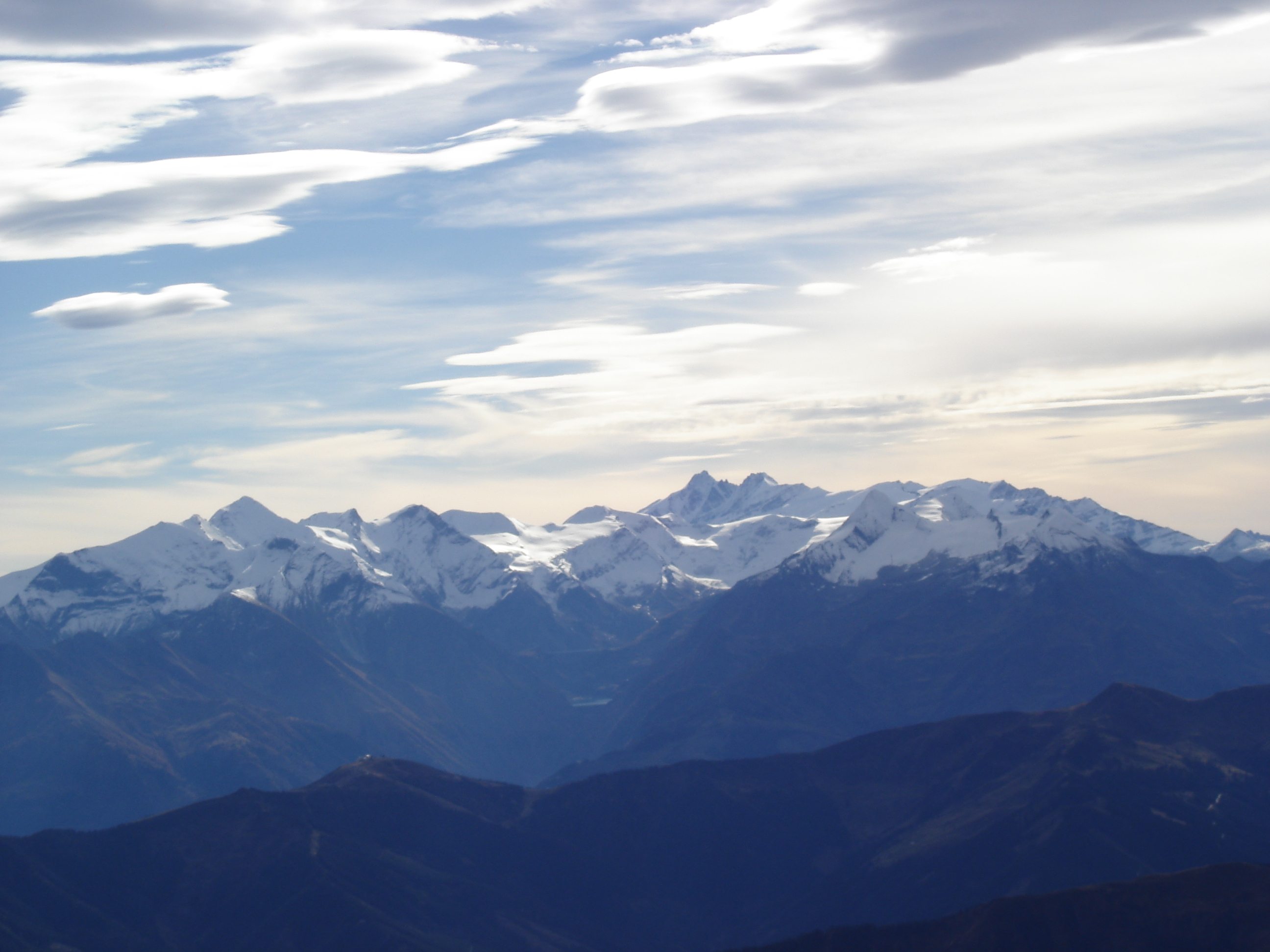
Immagine generale del gruppo.

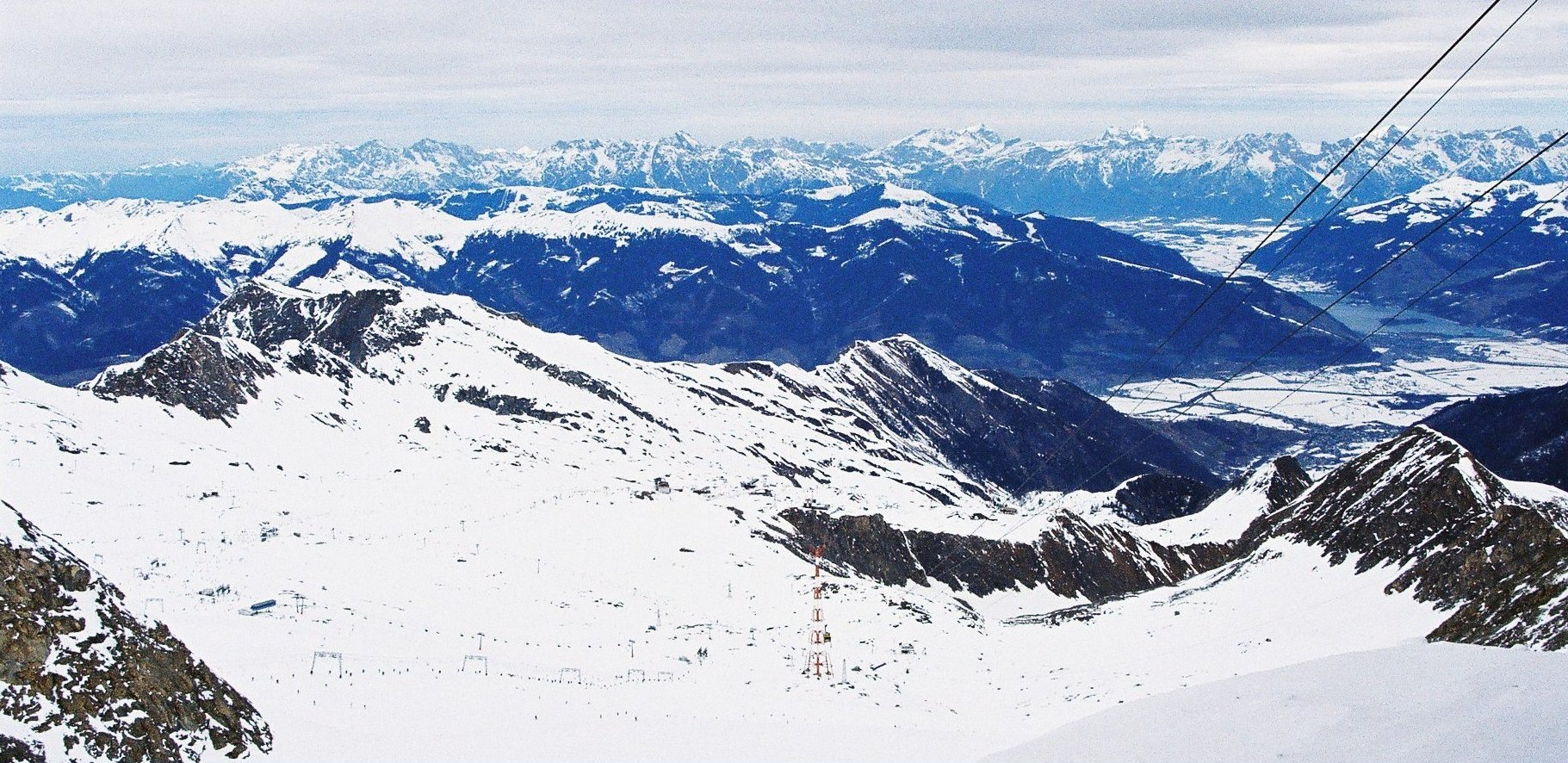
Kitzsteinhorn

Le montagne principali del gruppo sono:
- Großglockner - 3.798 m
- Kleinglockner - 3.770 m
- Glocknerwand - 3.721 m
- Teufelshorn - 3.680 m
- Großes Wiesbachhorn - 3.564 m
- Romariswandköpfe - 3.511 m
- Teufelskamp - 3.511 m
- Schneewinkelkopf - 3.476 m
- Johannisberg - 3.453 m
- Eiskögele - 3.426 m
- Klockerin - 3.425 m
- Hinterer Bratschenkopf - 3.413 m
- Bärenkopf - 3.396 m
- Hoher Tenn - 3.360 m
- Hohe Dock - 3.348 m
- Hohe Riffl - 3.338 m
- Fuscherkarkopf - 3.331 m
- Kitzsteinhorn -3.203 m

## Rifugi

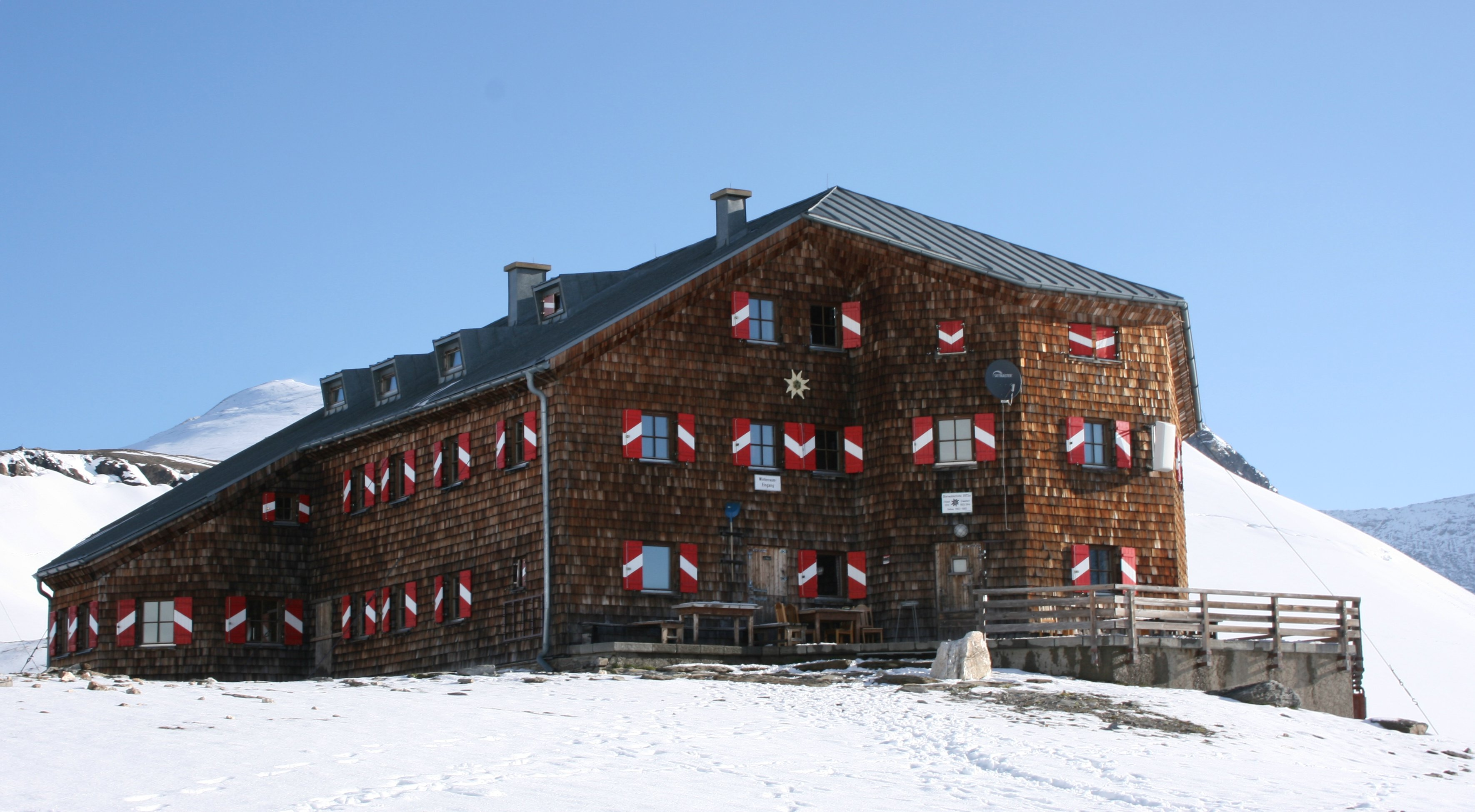
L'Oberwalder Hütte.

Nel gruppo montuoso si trovano diversi rifugi:
- Erzherzog-Johann-Hütte - 3.454 m
- Oberwalder Hütte - 2.973 m
- Heinrich-Schwaiger-Haus - 2.802 mù
- Stüdlhütte - 2.801 m
- Salmhütte - 2.644 m
- Glorer Hütte - 2.642 m
- Fuschertörlhaus - 2.445 m
- Hofmannshütte - 2.444 m
- Franz-Josefs-Haus - 2.363 m
- Krefelder Hütte - 2.295 m
- Schwarzenberghütte - 2.267 m
- Lucknerhütte - 2.241 m
- Gleiwitzer Hütte - 2.172 m
- Glocknerhaus - 2.132 m
- Ebmatten-Fürthermoaralm - 1.803 m